# Gockowo
Gockowo (kaszb. Gòckòwo, niem. Gotzkau) – osada w Polsce położona w województwie pomorskim, w powiecie człuchowskim, w gminie Rzeczenica. Wieś wchodzi w skład sołectwa Breńsk.
Prywatna wieś szlachecka położona była w drugiej połowie XVI wieku w województwie pomorskim. W latach 1975–1998 miejscowość administracyjnie należała do województwa słupskiego.

## Zabytki
Według rejestru zabytków NID na listę zabytków wpisany jest zespół pałacowy z pierwszej połowy XIX w.: 
- Pałac w Gockowie
- park.